# Каваторе
Кавато̀ре (на италиански: Cavatore; на пиемонтски: Cavàu, Кавау) е село и община в Северна Италия, провинция Алесандрия, регион Пиемонт. Разположено е на 516 m надморска височина. Населението на общината е 315 души (към 2010 г.).